# Сборная Эквадора по футболу (до 17 лет)
Сборная Эквадора по футболу до 17 лет (исп. Selección de fútbol sub-17 de Ecuador) — национальная футбольная команда, представляющая Эквадор в международных юношеских турнирах. За сборную имеют право выступать игроки возрастом 17 лет и младше. Контролируется Эквадорской федерацией футбола.
Сборная Эквадора до 16 (до 1991 года) и до 17 лет пять раз принимала участие в чемпионате мира (до 17 лет), наивысшим достижением сборной является выход в четвертьфинал в 1995 и 2015 году. Наивысшим достижением сборной на чемпионате Южной Америки до 17 лет является третье место в 1985, 1986, 2005 и 2015 году.

## Статистика выступлений

### Чемпионат мира до 17 лет
| Результаты выступлений на чемпионате мира до 16 / до 17 лет | Результаты выступлений на чемпионате мира до 16 / до 17 лет | Результаты выступлений на чемпионате мира до 16 / до 17 лет | Результаты выступлений на чемпионате мира до 16 / до 17 лет | Результаты выступлений на чемпионате мира до 16 / до 17 лет | Результаты выступлений на чемпионате мира до 16 / до 17 лет | Результаты выступлений на чемпионате мира до 16 / до 17 лет | Результаты выступлений на чемпионате мира до 16 / до 17 лет | Результаты выступлений на чемпионате мира до 16 / до 17 лет |
| Год                                                         | Раунд                                                       | Место                                                       | И                                                           | В                                                           | Н*                                                          | П                                                           | МЗ                                                          | МП                                                          |
| ----------------------------------------------------------- | ----------------------------------------------------------- | ----------------------------------------------------------- | ----------------------------------------------------------- | ----------------------------------------------------------- | ----------------------------------------------------------- | ----------------------------------------------------------- | ----------------------------------------------------------- | ----------------------------------------------------------- |
| 1985                                                        | Не квалифицировалась                                        | Не квалифицировалась                                        | Не квалифицировалась                                        | Не квалифицировалась                                        | Не квалифицировалась                                        | Не квалифицировалась                                        | Не квалифицировалась                                        | Не квалифицировалась                                        |
| 1987                                                        | Групповой этап                                              | 12-е                                                        | 3                                                           | 1                                                           | 0                                                           | 2                                                           | 1                                                           | 2                                                           |
| 1989                                                        | Не квалифицировалась                                        | Не квалифицировалась                                        | Не квалифицировалась                                        | Не квалифицировалась                                        | Не квалифицировалась                                        | Не квалифицировалась                                        | Не квалифицировалась                                        | Не квалифицировалась                                        |
| 1991                                                        | Не квалифицировалась                                        | Не квалифицировалась                                        | Не квалифицировалась                                        | Не квалифицировалась                                        | Не квалифицировалась                                        | Не квалифицировалась                                        | Не квалифицировалась                                        | Не квалифицировалась                                        |
| 1993                                                        | Не квалифицировалась                                        | Не квалифицировалась                                        | Не квалифицировалась                                        | Не квалифицировалась                                        | Не квалифицировалась                                        | Не квалифицировалась                                        | Не квалифицировалась                                        | Не квалифицировалась                                        |
| 1995                                                        | Четвертьфинал                                               | 7-е                                                         | 4                                                           | 1                                                           | 1                                                           | 2                                                           | 4                                                           | 5                                                           |
| 1997                                                        | Не квалифицировалась                                        | Не квалифицировалась                                        | Не квалифицировалась                                        | Не квалифицировалась                                        | Не квалифицировалась                                        | Не квалифицировалась                                        | Не квалифицировалась                                        | Не квалифицировалась                                        |
| 1999                                                        | Не квалифицировалась                                        | Не квалифицировалась                                        | Не квалифицировалась                                        | Не квалифицировалась                                        | Не квалифицировалась                                        | Не квалифицировалась                                        | Не квалифицировалась                                        | Не квалифицировалась                                        |
| 2001                                                        | Не квалифицировалась                                        | Не квалифицировалась                                        | Не квалифицировалась                                        | Не квалифицировалась                                        | Не квалифицировалась                                        | Не квалифицировалась                                        | Не квалифицировалась                                        | Не квалифицировалась                                        |
| 2003                                                        | Не квалифицировалась                                        | Не квалифицировалась                                        | Не квалифицировалась                                        | Не квалифицировалась                                        | Не квалифицировалась                                        | Не квалифицировалась                                        | Не квалифицировалась                                        | Не квалифицировалась                                        |
| 2005                                                        | Не квалифицировалась                                        | Не квалифицировалась                                        | Не квалифицировалась                                        | Не квалифицировалась                                        | Не квалифицировалась                                        | Не квалифицировалась                                        | Не квалифицировалась                                        | Не квалифицировалась                                        |
| 2007                                                        | Не квалифицировалась                                        | Не квалифицировалась                                        | Не квалифицировалась                                        | Не квалифицировалась                                        | Не квалифицировалась                                        | Не квалифицировалась                                        | Не квалифицировалась                                        | Не квалифицировалась                                        |
| 2009                                                        | Не квалифицировалась                                        | Не квалифицировалась                                        | Не квалифицировалась                                        | Не квалифицировалась                                        | Не квалифицировалась                                        | Не квалифицировалась                                        | Не квалифицировалась                                        | Не квалифицировалась                                        |
| 2011                                                        | 1/8 финала                                                  | 9-е                                                         | 4                                                           | 2                                                           | 0                                                           | 2                                                           | 6                                                           | 5                                                           |
| 2013                                                        | Не квалифицировалась                                        | Не квалифицировалась                                        | Не квалифицировалась                                        | Не квалифицировалась                                        | Не квалифицировалась                                        | Не квалифицировалась                                        | Не квалифицировалась                                        | Не квалифицировалась                                        |
| 2015                                                        | Четвертьфинал                                               | 5-е                                                         | 5                                                           | 3                                                           | 0                                                           | 2                                                           | 10                                                          | 6                                                           |
| 2017                                                        | Не квалифицировалась                                        | Не квалифицировалась                                        | Не квалифицировалась                                        | Не квалифицировалась                                        | Не квалифицировалась                                        | Не квалифицировалась                                        | Не квалифицировалась                                        | Не квалифицировалась                                        |
| 2019                                                        | 1/8 финала                                                  | 10-е                                                        | 4                                                           | 2                                                           | 0                                                           | 2                                                           | 6                                                           | 9                                                           |
| 2021                                                        | Будет определено позднее                                    | Будет определено позднее                                    | Будет определено позднее                                    | Будет определено позднее                                    | Будет определено позднее                                    | Будет определено позднее                                    | Будет определено позднее                                    | Будет определено позднее                                    |
| Итого                                                       | Четвертьфинал                                               | 5/19                                                        | 16                                                          | 7                                                           | 1                                                           | 8                                                           | 21                                                          | 18                                                          |

### Чемпионат Южной Америки до 17 лет
| Результаты выступлений на чемпионате Южной Америки до 16 / до 17 лет | Результаты выступлений на чемпионате Южной Америки до 16 / до 17 лет | Результаты выступлений на чемпионате Южной Америки до 16 / до 17 лет | Результаты выступлений на чемпионате Южной Америки до 16 / до 17 лет | Результаты выступлений на чемпионате Южной Америки до 16 / до 17 лет | Результаты выступлений на чемпионате Южной Америки до 16 / до 17 лет | Результаты выступлений на чемпионате Южной Америки до 16 / до 17 лет | Результаты выступлений на чемпионате Южной Америки до 16 / до 17 лет | Результаты выступлений на чемпионате Южной Америки до 16 / до 17 лет |
| Год                                                                  | Раунд                                                                | Место                                                                | И                                                                    | В                                                                    | Н*                                                                   | П                                                                    | МЗ                                                                   | МП                                                                   |
| -------------------------------------------------------------------- | -------------------------------------------------------------------- | -------------------------------------------------------------------- | -------------------------------------------------------------------- | -------------------------------------------------------------------- | -------------------------------------------------------------------- | -------------------------------------------------------------------- | -------------------------------------------------------------------- | -------------------------------------------------------------------- |
| 1985                                                                 | 3-е место                                                            | 3-е                                                                  | 8                                                                    | 4                                                                    | 0                                                                    | 4                                                                    | 13                                                                   | 13                                                                   |
| 1986                                                                 | 3-е место                                                            | 3-е                                                                  | 7                                                                    | 2                                                                    | 5                                                                    | 0                                                                    | 10                                                                   | 6                                                                    |
| 1988                                                                 | Групповой этап                                                       | 8-е                                                                  | 4                                                                    | 1                                                                    | 0                                                                    | 3                                                                    | 3                                                                    | 6                                                                    |
| 1991                                                                 | Групповой этап                                                       | 7-е                                                                  | 4                                                                    | 1                                                                    | 1                                                                    | 2                                                                    | 9                                                                    | 8                                                                    |
| 1993                                                                 | Групповой этап                                                       | 8-е                                                                  | 4                                                                    | 1                                                                    | 0                                                                    | 3                                                                    | 4                                                                    | 9                                                                    |
| 1995                                                                 | Не участвовала                                                       | Не участвовала                                                       | Не участвовала                                                       | Не участвовала                                                       | Не участвовала                                                       | Не участвовала                                                       | Не участвовала                                                       | Не участвовала                                                       |
| 1997                                                                 | Групповой этап                                                       | 8-е                                                                  | 4                                                                    | 1                                                                    | 1                                                                    | 2                                                                    | 6                                                                    | 8                                                                    |
| 1999                                                                 | Групповой этап                                                       | 5-е                                                                  | 4                                                                    | 1                                                                    | 2                                                                    | 1                                                                    | 7                                                                    | 4                                                                    |
| 2001                                                                 | Групповой этап                                                       | 8-е                                                                  | 4                                                                    | 1                                                                    | 1                                                                    | 2                                                                    | 6                                                                    | 8                                                                    |
| 2003                                                                 | Групповой этап                                                       | 6-е                                                                  | 4                                                                    | 1                                                                    | 0                                                                    | 3                                                                    | 4                                                                    | 9                                                                    |
| 2005                                                                 | 3-е место                                                            | 3-е                                                                  | 7                                                                    | 4                                                                    | 0                                                                    | 3                                                                    | 17                                                                   | 17                                                                   |
| 2007                                                                 | 6-е место                                                            | 6-е                                                                  | 9                                                                    | 2                                                                    | 2                                                                    | 5                                                                    | 11                                                                   | 17                                                                   |
| 2009                                                                 | 6-е место                                                            | 6-е                                                                  | 7                                                                    | 1                                                                    | 2                                                                    | 4                                                                    | 6                                                                    | 17                                                                   |
| 2011                                                                 | 4-е место                                                            | 4-е                                                                  | 9                                                                    | 3                                                                    | 4                                                                    | 2                                                                    | 10                                                                   | 11                                                                   |
| 2013                                                                 | Групповой этап                                                       | 7-е                                                                  | 4                                                                    | 1                                                                    | 1                                                                    | 2                                                                    | 2                                                                    | 4                                                                    |
| 2015                                                                 | 3-е место                                                            | 3-е                                                                  | 9                                                                    | 5                                                                    | 2                                                                    | 2                                                                    | 16                                                                   | 8                                                                    |
| 2017                                                                 | 6-е место                                                            | 6-е                                                                  | 9                                                                    | 2                                                                    | 1                                                                    | 6                                                                    | 8                                                                    | 15                                                                   |
| 2019                                                                 | 4-е место                                                            | 4-е                                                                  | 9                                                                    | 3                                                                    | 3                                                                    | 3                                                                    | 12                                                                   | 13                                                                   |
| Итого                                                                | 3-е место                                                            | 17/18                                                                | 106                                                                  | 34                                                                   | 25                                                                   | 47                                                                   | 144                                                                  | 163                                                                  |

*В число ничьих включены матчи, завершившиеся серией послематчевых пенальти.